# Affaire Andrejeva contre Lettonie
Dans l'arrêt Andrejeva c. Lettonie du 18 février 2009, la Cour européenne des droits de l'homme a dit, par 16 voix contre 1, qu'il y a eu violation de l'article 14 de la Convention européenne des droits de l'homme, combiné avec l'article 1 du Protocole n°1, en raison de la distinction entre les citoyens et non-citoyens lettons dans le calcul des pensions de vieillesse et, à l'unanimité, qu'il y a eu violation de l'article 6 de la Convention. 

## Circonstances
En 1966, la requérante obtient un emploi au centre de l'industrie chimique d'Olaine dans la République socialiste soviétique de Lettonie. En 1973, elle est affectée à la division régionale du Service de contrôle de la protection environnementale, qui dépend du ministère de l'Industrie chimique de l'URSS. Jusqu'en 1981, elle travaille dans une entreprise d’État relevant du ministère et ayant son siège principal à Kiev dans la RSS d'Ukraine. Par la suite, elle est placée sous l'autorité d'une émanation de la même entreprise, située dans la RSS de Biélorussie et elle-même subordonnée à une entité ayant son siège à Moscou dans la RSFS de Russie. L'entreprise en cause est, comme toutes celles des pays communistes, une entreprise d’État, c'est-à-dire régie par le droit fédéral et relevant du pouvoir central de l'URSS. 
Le salaire de la requérante lui est versé par des virements postaux mensuels, en provenance de Kiev et de Moscou. Nonobstant ces changements d'affectation, la requérante continue à exercer ses fonctions au sein de l'usine de recyclage à Olaine (paras. 10-11 de l'arrêt). 
En 1991, dans la Lettonie indépendante, la requérante se retrouve sans aucune nationalité à la suite de la dislocation de l'URSS, car, ayant recouvré son indépendance le 21 août 1991, la Lettonie accorde sa citoyenneté aux personnes qui l'avaient avant le 17 juin 1940 et à leurs descendants, ce qui n'est pas le cas de Mme Andrejeva. Pour obtenir la nationalité lettonne, les résidents non-citoyens doivent réussir un examen de langue lettone, or sous le régime soviétique, seul le russe était « langue de communication interethnique » - язык межнационального общения), et Natalija Andrejeva ne parle pas suffisamment le letton pour passer l'examen exigé. Après l'adoption, en 1995, de la loi relative au statut des citoyens de l'ex-URSS ne possédant pas la nationalité lettonne ou celle d'un autre État, le statut de « non-citoyenne résidente permanente » lui est conféré (§ 13) : ce statut spécial de résident non-citoyen est différent du statut d'apatride, mais peut avoir des conséquences administratives et financières spécifiques.
L'Agence de l'assurance sociale de l’État, en 1998, et les cours lettones, en 1999, décident que, du 1973 jusqu'au 1990, Mme Andrejeva ayant été employée par des organismes sis à Kiev et à Moscou, ses droits pour cette période relèvent des caisses de retraite ukrainiennes et russes. En conséquence, la pension lettone de la requérante est calculée uniquement au titre des années de travail en Lettonie, antérieures et postérieures à cette période (§ 15-17 de l'arrêt). Or la loi relative aux pensions d'État (article premier des dispositions transitoires) dispose que pour les citoyens lettons, les périodes de travail et les périodes assimilées au travail sur le territoire letton et sur celui de l'ex-URSS avant le 31 décembre 1990 comptent dans calcul de la pension (§ 35, 38).
En 2001, la Cour constitutionnelle conclut que, puisque Natalija Andrejeva n'est pas citoyenne lettonne, il n'y a pas de violation des dispositions transitoires de la loi relative aux pensions d'État.

## Appréciation de la Cour
« 88. (..) il n'est ni établi ni même allégué que la requérante ne remplissait pas les autres conditions légales pour bénéficier de la prise en charge complète de ses années de travail. Elle se trouvait donc dans une situation objectivement analogue à celle des individus qui ont eu une carrière professionnelle identique ou similaire mais qui, après 1991, ont été reconnus citoyens lettons. En deuxième lieu, rien ne montre qu'à l'époque soviétique, une distinction quelconque en matière de pensions ait existé entre les ressortissants de l'ex-URSS ; en effet, le Gouvernement ne conteste nullement l'affirmation de la requérante selon laquelle l'impôt social soviétique était payé et géré de la même manière pour tous les employés, quels que fussent leur origine nationale ou leur lieu de naissance (voir, mutatis mutandis, Luczak c. Pologne, no 77782/01, §§ 49 et 55, CEDH 2007-…). En troisième lieu, la Cour constate qu'à la différence notable de MM. Gaygusuz et Koua Poirrez, la requérante n'a actuellement aucune nationalité. Elle bénéficie du statut de « non-citoyenne résidente permanente » de Lettonie, le seul État avec lequel elle possède un rattachement juridique stable et donc le seul État qui, objectivement, peut la prendre en charge pour ce qui est de la sécurité sociale.
89.  Dans ces circonstances, et tout en tenant compte de la grande marge d'appréciation dont bénéficie le Gouvernement en matière de sécurité sociale, les arguments présentés par celui-ci ne suffisent pas à convaincre la Cour de l'existence, dans la présente affaire, d'un « rapport raisonnable de proportionnalité » qui rendrait la distinction critiquée conforme aux exigences de l'article 14 de la Convention »

— La Grande Chambre de la CEDH, L'arrêt de 18.02.2009. sur requête no 55707/00

## Suites
Mme Andrejeva est morte en avril 2010. Son affaire sur la recalcul de la pension de retraite était examinée dans la cour administrative depuis octobre 2009,.
En 2012, la Commission européenne contre le racisme et l'intolérance a publié le rapport sur la Lettonie, où elle note « qu’en février 2011, la Cour constitutionnelle a déclaré que la disposition de la loi sur la pension d’État qui était en cause dans l'affaire Andrejeva c. Lettonie n’était pas contraire à la Constitution lettone. La Cour a rejeté les requêtes de requérants (analogues à celles d'Andrejeva) au motif que l’affaire de Natalija Andrejeva était exceptionnelle, car celle-ci avait travaillé physiquement en Lettonie même durant deux périodes. L'ECRI fait observer que la décision de la Cour constitutionnelle donne au mieux une interprétation très restrictive de l'arrêt de la Cour européenne ».
En 2014, le Comité consultatif de la Convention-cadre pour la protection des minorités nationales a publié son deuxième avis où il regrette que « l'arrêt Andrejeva, rendu en 2009 par la Cour européenne des droits de l'homme, n'a pas incité la Lettonie à rechercher une solution globale pour le calcul des pensions des ressortissants et des non-ressortissants ». Il note que, selon le gouvernement letton, « l'arrêt a été appliqué par la signature d'accords bilatéraux avec la fédération de Russie et plusieurs autres pays dans lesquels des non-ressortissants ont travaillé sous l'Union soviétique », mais reste « préoccupé par le fait que ces accords ne couvrent pas toutes les anciennes républiques de l'Union soviétique et ne constituent donc pas une solution pour tous les non-ressortissants ». Il a « appris avec intérêt que la Cour européenne des droits de l'homme avait été saisie d'une nouvelle affaire touchant au calcul des pensions après le rejet par la Cour constitutionnelle en février 2011 des réclamations déposées par cinq non-ressortissants en rapport avec la loi relative à la pension d'État »